# Independence Avenue

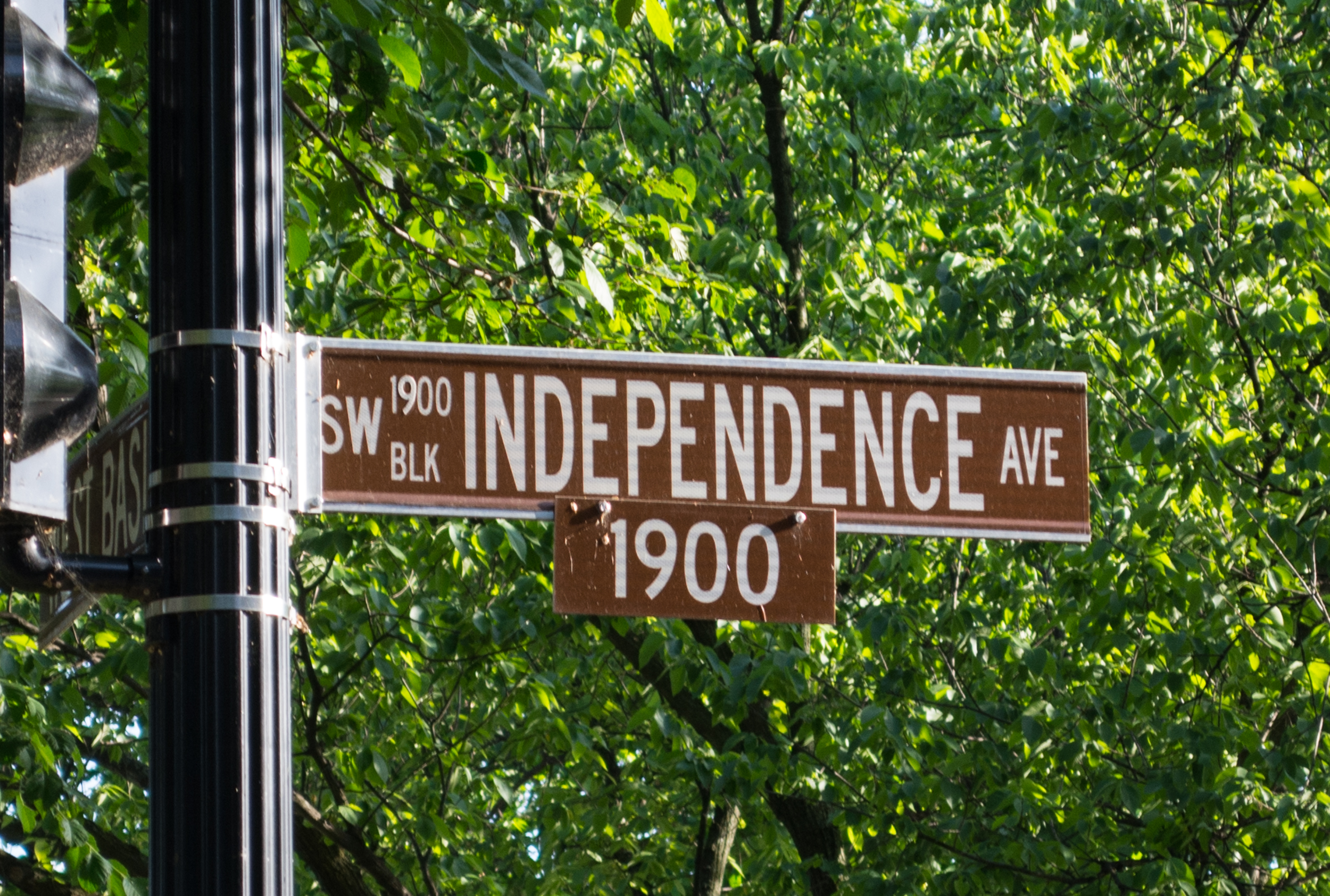

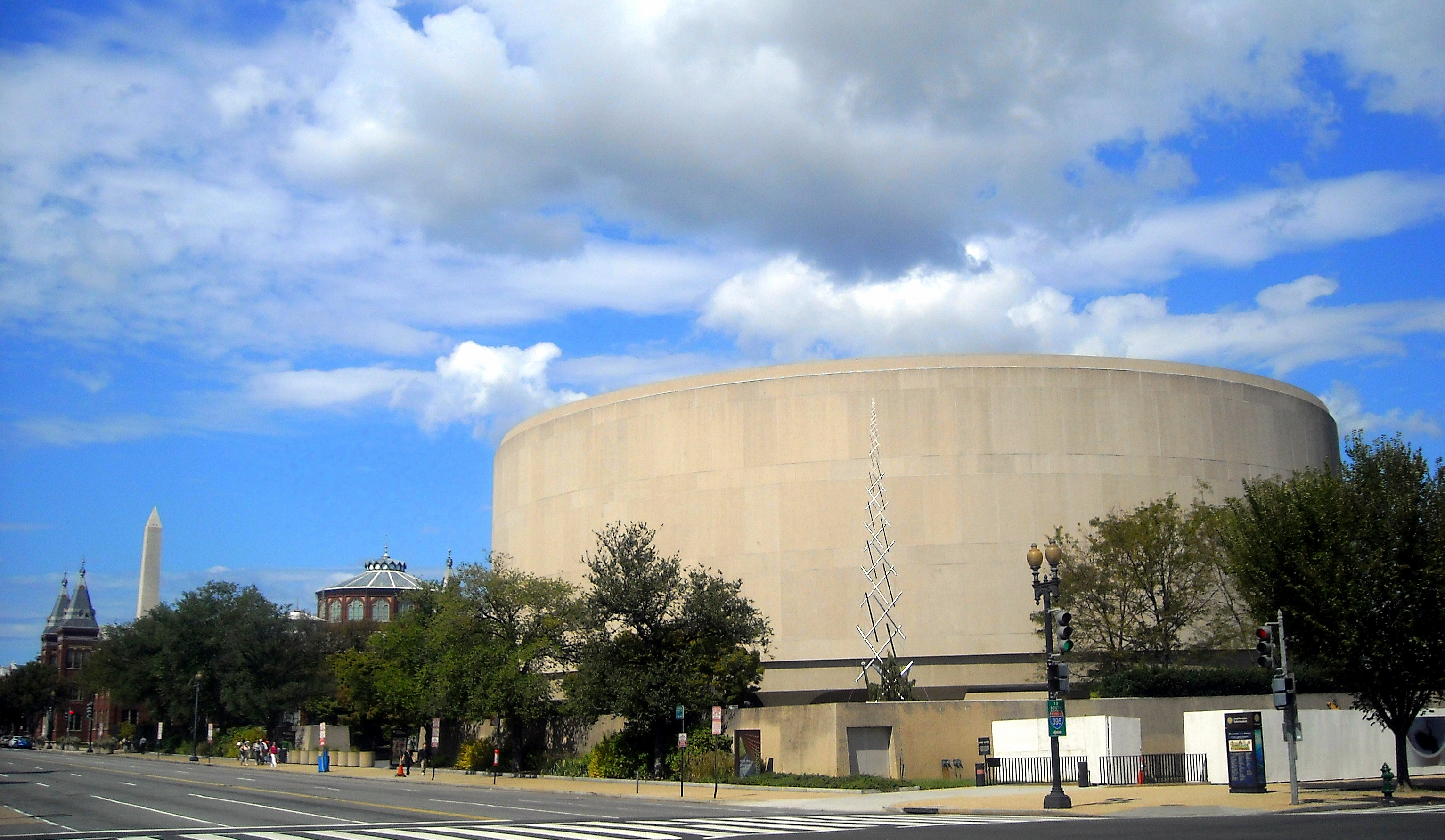
Independence Avenue

Independence Avenue is een van de hoofdstraten in de Amerikaanse hoofdstad Washington D.C.. De straat kreeg zijn huidige naam door wetgeving van het Amerikaans Congres op 13 april 1934. De aanleg van de straat werd gestart in 1791 conform de stadsplannen van Pierre L'Enfant. De laatste grote aanpassing dateert van 1941.
Independence Avenue loopt oost-west door de stad net ten zuiden van de National Mall vanaf het Lincoln Memorial tot aan de Whitney Young Memorial Bridge. Belangrijke bouwwerken langd de straat zijn onder andere het Smithsonian Institution Castle en het Library of Congress alsmede diverse andere musea en overheidsgebouwen. Het United States Holocaust Memorial Museum, Korean War Veterans Memorial en District of Columbia War Memorial liggen ook aan Independence Avenue.